# توماس فوستر
توماس فوستر (15 ديسمبر 1848 في المملكة المتحدة - 22 مارس 1929)  (بالإنجليزية: Thomas Foster)‏ هو لاعب كريكت بريطاني (وحمل سابقاً جنسية المملكة المتحدة لبريطانيا العظمى وأيرلندا). لعب مع نادي مقاطعة ديربيشاير للكريكت ‏.